# Jarrett Culver
Jarrett Culver (ur. 20 lutego 1999 w Lubbock) – amerykański koszykarz, grający na pozycji rzucającego obrońcy, od 2023 zawodnik Rio Grande Valley Vipers.
Został wybrany w 2019 NBA Draft z numer 6 przez Phoenix Suns, gdzie jeszcze w dniu draftu, został wymieniony do Minnesoty w zamian za Dario Šaricia i Camerona Johnsona.
25 sierpnia 2021 został wytransferowany do Memphis Grizzlies. 23 stycznia 2023 trafił do Rio Grande Valley Vipers w wyniku wymiany.